# SARS-CoV-2-epsilonvariant
De SARS-CoV-2-epsilonvariant, ook wel Californische variant genoemd, verwijst naar de twee PANGO-lineages B.1.427 en B.1.429, en is een van de varianten van SARS-CoV-2, het virus dat COVID-19 veroorzaakt. De epsilonvariant werd voor het eerst ontdekt in Californië in juli 2020.
Vanaf juli 2021 wordt deze variant door de WHO niet langer beschouwd als een interessante variant.